# Spanyolország az 1996. évi nyári olimpiai játékokon
Spanyolország az egyesült államokbeli Atlantában megrendezett 1996. évi nyári olimpiai játékok egyik részt vevő nemzete volt. Az országot az olimpián 22 sportágban 289 sportoló képviselte, akik összesen 17 érmet szereztek.

## Érmesek
| Érem  | Versenyző | Sportág      | Versenyszám                 |
| ----- | --- | ------------ | --------------------------- |
| Arany | Miguel Indurain | Kerékpározás | Férfi egyéni időfutam       |
| Arany | Marta Baldó Nuria Cabanillas Estela Giménez Lorena Guréndez Tania Lamarca Estíbaliz Martínez | Torna        | Csapat ritmikus gimnasztika |
| Arany | Fernando Léon José Luis Ballester | Vitorlázás   | Tornádó                     |
| Arany | Theresa Zabell Begoña Vía Dufresne | Vitorlázás   | Női 470-es osztály          |
| Arany | Nemzeti válogatott José María Abarca Ángel Andreo Daniel Ballart Manuel Estiarte Pedro García Salvador Gómez Iván Moro Miki Oca Jordi Payá Sergio Pedrerol Jesús Miguel Rollán Jordi Sans Carles Sans                                                                         | Vízilabda    | Férfi                       |
| Ezüst | Fermín Cacho | Atlétika     | Férfi 1500 m                |
| Ezüst | Ernesto Pérez | Cselgáncs    | Férfi nehézsúly             |
| Ezüst | Nemzeti válogatott Ramón Jufresa Óscar Barrena Kim Malgosa Jordi Arnau Juantxo García-Mauriño Jaime Amat Juan Escarré Víctor Pujol Ignacio Cobos Xavier Escudé Xavi Arnau Ramón Sala Juan Antonio Dinarés Pol Amat Pablo Usoz Antonio González                                | Gyeplabda    | Férfi                       |
| Ezüst | Abraham Olano | Kerékpározás | Férfi egyéni időfutam       |
| Ezüst | Sergi Bruguera | Tenisz       | Férfi egyes                 |
| Ezüst | Arantxa Sánchez | Tenisz       | Női egyes                   |
| Bronz | Valentí Massana | Atlétika     | Férfi 50 km gyaloglás       |
| Bronz | Yolanda Soler | Cselgáncs    | Női légsúly                 |
| Bronz | Isabel Fernández | Cselgáncs    | Női könnyűsúly              |
| Bronz | Nemzeti válogatott Jaume Fort Demetrio Lozano José Salvador Esquer Rafael Guijosa Fernando Hernández Raúl González Iñaki Urdangarín Josu Olalla Mateo Garralda Talant Dujsebajev Jesús Fernández Alberto Urdiales Jordi Nuñez Juan Pérez José Javier Hombrados Aitor Etxaburu | Kézilabda    | Férfi                       |
| Bronz | Rafael Lozano | Ökölvívás    | Papírsúly                   |
| Bronz | Conchita Martínez Arantxa Sánchez Vicario | Tenisz       | Női páros                   |

## Atlétika
Férfi
| Versenyző                                             | Versenyszám     | Előfutam | Előfutam | Előfutam | Negyeddöntő | Negyeddöntő | Negyeddöntő | Elődöntő | Elődöntő | Elődöntő | Döntő         | Döntő         |
| Versenyző                                             | Versenyszám     | Idő      | Hely.    | Össz.    | Idő         | Hely.       | Össz.       | Idő      | Hely.    | Össz.    | Idő           | Helyezés      |
| ----------------------------------------------------- | --------------- | -------- | -------- | -------- | ----------- | ----------- | ----------- | -------- | -------- | -------- | ------------- | ------------- |
| Venancio José                                         | 100 m           | 10,34    | 4.       | 27.****  | 10,46       | 6.          | 38.         | kiesett  | kiesett  | kiesett  | kiesett       | kiesett       |
| Manuel Borrega                                        | 100 m           | 10,52    | 4.       | 56.**    | kiesett     | kiesett     | kiesett     | kiesett  | kiesett  | kiesett  | kiesett       | kiesett       |
| Frutos Feo                                            | 100 m           | 10,56    | 4.       | 62.*     | kiesett     | kiesett     | kiesett     | kiesett  | kiesett  | kiesett  | kiesett       | kiesett       |
| Jordi Mayoral                                         | 200 m           | 20,65    | 2.       | 19.      | 20,68       | 5.          | 26.         | kiesett  | kiesett  | kiesett  | kiesett       | kiesett       |
| Javier Navarro                                        | 200 m           | 20,87    | 3.       | 41.      | 21,06       | 7.          | 35.         | kiesett  | kiesett  | kiesett  | kiesett       | kiesett       |
| Andrés Díaz                                           | 800 m           | 1:47,86  | 4.       | 34.      |             |             |             | kiesett  | kiesett  | kiesett  | kiesett       | kiesett       |
| Fermín Cacho                                          | 1500 m          | 3:39,84  | 1.       | 21.      |             |             |             | 3:33,12  | 2.       | 2.       | 3:36,40       |               |
| Isaac Viciosa                                         | 1500 m          | 3:37,93  | 4.       | 14.      |             |             |             | 3:36,11  | 6.       | 16.*     | kiesett       | kiesett       |
| Reyes Estévez                                         | 1500 m          | 3:42,48  | 4.       | 35.      |             |             |             | 3:39,44  | 10.      | 20.      | kiesett       | kiesett       |
| Enrique Molina                                        | 5000 m          | 13:51,55 | 4.       | 3.       |             |             |             | 14:04,08 | 4.       | 18.      | 13:12,91      | 7.            |
| Anacleto Jiménez                                      | 5000 m          | 14:16,57 | 7.       | 30.      |             |             |             | 13:50,90 | 11.      | 11.      | kiesett       | kiesett       |
| Manuel Pancorbo                                       | 5000 m          | 13:57,42 | 9.       | 19.      |             |             |             | 14:39,64 | 14.      | 29.      | kiesett       | kiesett       |
| Abel Antón                                            | 10 000 m        | 27:56,26 | 7.       | 7.       |             |             |             |          |          |          | 28:29,37      | 13.           |
| Carlos de la Torre                                    | 10 000 m        | 28:04,14 | 8.       | 8.       |             |             |             |          |          |          | 28:32,11      | 14.           |
| Alejandro Gómez                                       | 10 000 m        | 28:28,16 | 9.       | 20.      |             |             |             |          |          |          | 28:39,11      | 15.           |
| Martín Fiz                                            | Maraton         |          |          |          |             |             |             |          |          |          | 2:13:20       | 4.            |
| Alberto Juzdado                                       | Maraton         |          |          |          |             |             |             |          |          |          | 2:17:24       | 18.           |
| Diego García                                          | Maraton         |          |          |          |             |             |             |          |          |          | 2:22:11       | 53.           |
| Miguel de los Santos                                  | 110 m gát       | 14,01    | 6.       | 46.      | kiesett     | kiesett     | kiesett     | kiesett  | kiesett  | kiesett  | kiesett       | kiesett       |
| Jesús Font                                            | 110 m gát       | 13,90    | 6.       | 40.*     | kiesett     | kiesett     | kiesett     | kiesett  | kiesett  | kiesett  | kiesett       | kiesett       |
| Carlos Sala                                           | 110 m gát       | 13,94    | 6.       | 42.*     | kiesett     | kiesett     | kiesett     | kiesett  | kiesett  | kiesett  | kiesett       | kiesett       |
| Óscar Pitillas                                        | 400 m gát       | 51,35    | 7.       | 49.      |             |             |             | kiesett  | kiesett  | kiesett  | kiesett       | kiesett       |
| Íñigo Monreal                                         | 400 m gát       | 52,23    | 7.       | 51.      |             |             |             | kiesett  | kiesett  | kiesett  | kiesett       | kiesett       |
| Salvador Vila                                         | 400 m gát       | 50,55    | 8.       | 41.      |             |             |             | kiesett  | kiesett  | kiesett  | kiesett       | kiesett       |
| Elisardo de la Torre                                  | 3000 m akadály  | 8:42,75  | 9.       | 27.      |             |             |             | kiesett  | kiesett  | kiesett  | kiesett       | kiesett       |
| Daniel Plaza                                          | 20 km gyaloglás |          |          |          |             |             |             |          |          |          | 1:22:05       | 11.           |
| Fernando Vázquez                                      | 20 km gyaloglás |          |          |          |             |             |             |          |          |          | 1:27:35       | 39.           |
| Valentí Massana                                       | 20 km gyaloglás |          |          |          |             |             |             |          |          |          | 1:24:14       | 20.           |
| Valentí Massana                                       | 50 km gyaloglás |          |          |          |             |             |             |          |          |          | 3:44:19       |               |
| Jaime Barroso                                         | 50 km gyaloglás |          |          |          |             |             |             |          |          |          | 4:01:09       | 22.           |
| Jesús Ángel García                                    | 50 km gyaloglás |          |          |          |             |             |             |          |          |          | nem ért célba | nem ért célba |
| Frutos Feo Venancio José Jordi Mayoral Javier Navarro | 4 × 100 m váltó | 39,35    | 2.       | 12.      |             |             |             | 38,91    | 6.       | 9.*      | kiesett       | kiesett       |

| Versenyző               | Versenyszám   | Selejtező                | Selejtező                | Döntő    | Döntő    |
| Versenyző               | Versenyszám   | Eredmény                 | Helyezés                 | Eredmény | Helyezés |
| ----------------------- | ------------- | ------------------------ | ------------------------ | -------- | -------- |
| Arturo Ortíz            | Magasugrás    | 226 cm                   | 18.                      | kiesett  | kiesett  |
| José Manuel Arcos       | Rúdugrás      | 560 cm                   | 15.                      | kiesett  | kiesett  |
| Javier García           | Rúdugrás      | 540 cm                   | 20.**                    | kiesett  | kiesett  |
| Juan Gabriel Concepción | Rúdugrás      | érvényes kísérlet nélkül | érvényes kísérlet nélkül | kiesett  | kiesett  |
| Jesús Oliván            | Távolugrás    | 764 cm                   | 32.                      | kiesett  | kiesett  |
| Manuel Martínez         | Súlylökés     | 19,12 m                  | 15.                      | kiesett  | kiesett  |
| David Martínez          | Diszkoszvetés | érvényes dobás nélkül    | érvényes dobás nélkül    | kiesett  | kiesett  |

| Versenyző        | Versenyszám | 100 m | 100 m | Távolugrás | Távolugrás | Súlylökés | Súlylökés | Magasugrás | Magasugrás | 400 m | 400 m | 110 m gát | 110 m gát | Diszkoszvetés | Diszkoszvetés | Rúdugrás | Rúdugrás | Gerelyhajítás | Gerelyhajítás | 1500 m  | 1500 m | Végeredmény | Végeredmény |
| Versenyző        | Versenyszám | Idő   | Pont  | Eredmény   | Pont       | Eredmény  | Pont      | Eredmény   | Pont       | Idő   | Pont  | Idő       | Pont      | Eredmény      | Pont          | Eredmény | Pont     | Eredmény      | Pont          | Idő     | Pont   | Pont        | Helyezés    |
| ---------------- | ----------- | ----- | ----- | ---------- | ---------- | --------- | --------- | ---------- | ---------- | ----- | ----- | --------- | --------- | ------------- | ------------- | -------- | -------- | ------------- | ------------- | ------- | ------ | ----------- | ----------- |
| Antonio Peñalver | Tízpróba    | 10,95 | 872   | 727 cm     | 878        | 16,91 m   | 907       | 207 cm     | 868        | 50,41 | 796   | 14,35     | 930       | 48,92 m       | 848           | 470 cm   | 819      | 57,08 m       | 694           | 4:37,71 | 695    | 8307        | 9.          |
| Francisco Benet  | Tízpróba    | 10,95 | 872   | 730 cm     | 886        | 13,91 m   | 723       | 198 cm     | 785        | 48,67 | 877   | 14,36     | 929       | 44,30 m       | 752           | 480 cm   | 849      | 59,44 m       | 729           | 4:36,04 | 705    | 8107        | 19.         |

Női
| Versenyző             | Versenyszám     | Előfutam      | Előfutam      | Előfutam      | Negyeddöntő | Negyeddöntő | Negyeddöntő | Elődöntő | Elődöntő | Elődöntő | Döntő         | Döntő         |
| Versenyző             | Versenyszám     | Idő           | Hely.         | Össz.         | Idő         | Hely.       | Össz.       | Idő      | Hely.    | Össz.    | Idő           | Helyezés      |
| --------------------- | --------------- | ------------- | ------------- | ------------- | ----------- | ----------- | ----------- | -------- | -------- | -------- | ------------- | ------------- |
| Sandy Myers           | 200 m           | 23,18         | 5.            | 21.*          | 23,20       | 7.          | 20.         | kiesett  | kiesett  | kiesett  | kiesett       | kiesett       |
| Sandy Myers           | 400 m           | 52,54         | 1.            | 29.           | 51,53       | 3.          | 17.         | 51,42    | 6.       | 14.      | kiesett       | kiesett       |
| Ana Menéndez          | 800 m           | nem ért célba | nem ért célba | nem ért célba |             |             |             | kiesett  | kiesett  | kiesett  | kiesett       | kiesett       |
| Maite Zúñiga          | 1500 m          | 4:14,05       | 6.            | 22.           |             |             |             | 4:14,10  | 10.      | 19.      | kiesett       | kiesett       |
| Marta Domínguez       | 1500 m          | 4:15,00       | 9.            | 26.           |             |             |             | kiesett  | kiesett  | kiesett  | kiesett       | kiesett       |
| Cristina Petite       | 5000 m          | 15:48,63      | 8.            | 26.           |             |             |             |          |          |          | kiesett       | kiesett       |
| Isabel Martínez       | 5000 m          | 15:59,42      | 12.           | 38.           |             |             |             |          |          |          | kiesett       | kiesett       |
| Julia Vaquero         | 10 000 m        | 32:27,05      | 3.            | 3.            |             |             |             |          |          |          | 31:27,07      | 9.            |
| Rocío Ríos            | Maraton         |               |               |               |             |             |             |          |          |          | 2:30:50       | 5.            |
| Mónica Pont           | Maraton         |               |               |               |             |             |             |          |          |          | 2:33:27       | 14.           |
| Ana Isabel Alonso     | Maraton         |               |               |               |             |             |             |          |          |          | 2:44:12       | 49.           |
| María José Mardomingo | 100 m gát       | 12,91         | 3.            | 12.           | 13,05       | 4.          | 22.         | 12,89    | 7.       | 11.      | kiesett       | kiesett       |
| Miriam Alonso         | 400 m gát       | 56,53         | 7.            | 22.           |             |             |             | kiesett  | kiesett  | kiesett  | kiesett       | kiesett       |
| Eva Paniagua          | 400 m gát       | 58,10         | 7.            | 28.           |             |             |             | kiesett  | kiesett  | kiesett  | kiesett       | kiesett       |
| María Vascó           | 10 km gyaloglás |               |               |               |             |             |             |          |          |          | 46:09         | 28.           |
| Encarnación Granados  | 10 km gyaloglás |               |               |               |             |             |             |          |          |          | nem ért célba | nem ért célba |

| Versenyző                | Versenyszám | Selejtező             | Selejtező             | Döntő    | Döntő    |
| Versenyző                | Versenyszám | Eredmény              | Helyezés              | Eredmény | Helyezés |
| ------------------------ | ----------- | --------------------- | --------------------- | -------- | -------- |
| María Concepción Paredes | Hármasugrás | érvényes ugrás nélkül | érvényes ugrás nélkül | kiesett  | kiesett  |

| Versenyző   | Versenyszám | 100 m gát | 100 m gát | Magasugrás | Magasugrás | Súlylökés | Súlylökés | 200 m | 200 m | Távolugrás | Távolugrás | Gerelyhajítás | Gerelyhajítás | 800 m   | 800 m | Végeredmény | Végeredmény |
| Versenyző   | Versenyszám | Idő       | Pont      | Eredmény   | Pont       | Eredmény  | Pont      | Idő   | Pont  | Eredmény   | Pont       | Eredmény      | Pont          | Idő     | Pont  | Pont        | Helyezés    |
| ----------- | ----------- | --------- | --------- | ---------- | ---------- | --------- | --------- | ----- | ----- | ---------- | ---------- | ------------- | ------------- | ------- | ----- | ----------- | ----------- |
| Inma Clopés | Hétpróba    | 14,30     | 936       | 177 cm     | 941        | 13,05 m   | 731       | 25,87 | 809   | 574 cm     | 771        | 40,42 m       | 675           | 2:26,35 | 739   | 5602        | 24.         |

* - egy másik versenyzővel azonos eredményt ért el

** - két másik versenyzővel azonos eredményt ért el

**** - négy másik versenyzővel azonos eredményt ért el

## Cselgáncs
Férfi
| Versenyző       | Versenyszám | Selejtező         | 32-es főtábla               | Nyolcaddöntő            | Negyeddöntő           | Elődöntő                 | Vigaszág első kör | Vigaszág negyeddöntő | Vigaszág elődöntő | Bronz- mérkőzés   | Döntő                    | Helyezés |
| Versenyző       | Versenyszám | Ellenfél Eredmény | Ellenfél Eredmény           | Ellenfél Eredmény       | Ellenfél Eredmény     | Ellenfél Eredmény        | Ellenfél Eredmény | Ellenfél Eredmény    | Ellenfél Eredmény | Ellenfél Eredmény | Ellenfél Eredmény        | Helyezés |
| --------------- | ----------- | ----------------- | --------------------------- | ----------------------- | --------------------- | ------------------------ | ----------------- | -------------------- | ----------------- | ----------------- | ------------------------ | -------- |
| Roberto Naveira | Légsúly     | erőnyerő          | Liao Chun-Chiang (TPE) · GY | Amar Meridja (ALG) · V  | kiesett               | kiesett                  |                   |                      |                   |                   |                          | 17.      |
| José Tomás Toro | Harmatsúly  | erőnyerő          | Jarosław Lewak (POL) · V    | kiesett                 | kiesett               | kiesett                  |                   |                      |                   |                   |                          | 21.      |
| León Villar     | Középsúly   | erőnyerő          | Krisna Bayu (INA) · GY      | Nicolas Gill (CAN) · V  | kiesett               | kiesett                  |                   |                      |                   |                   |                          | 17.      |
| Ernesto Pérez   | Nehézsúly   | erőnyerő          | Selim Tataroğlu (TUR) · GY  | Frank Möller (GER) · GY | Csősz Imre (HUN) · GY | Liu Shenggang (CHN) · GY |                   |                      |                   |                   | David Douillet (FRA) · V |          |

Női
| Versenyző        | Versenyszám  | Selejtező                      | Nyolcaddöntő                  | Negyeddöntő                      | Elődöntő                                   | Vigaszág első kör | Vigaszág negyeddöntő        | Vigaszág elődöntő         | Bronz- mérkőzés               | Döntő             | Helyezés |
| Versenyző        | Versenyszám  | Ellenfél Eredmény              | Ellenfél Eredmény             | Ellenfél Eredmény                | Ellenfél Eredmény                          | Ellenfél Eredmény | Ellenfél Eredmény           | Ellenfél Eredmény         | Ellenfél Eredmény             | Ellenfél Eredmény | Helyezés |
| ---------------- | ------------ | ------------------------------ | ----------------------------- | -------------------------------- | ------------------------------------------ | ----------------- | --------------------------- | ------------------------- | ----------------------------- | ----------------- | -------- |
| Yolanda Soler    | Légsúly      | Carolyne Lepage (CAN) · GY     | Joyce Heron (GBR) · GY        | Małgorzata Roszkowska (POL) · GY | Kje Szunhi (PRK) · V                       |                   |                             |                           | Salima Souakri (ALG) · GY     |                   |          |
| Almudena Muñoz   | Harmatsúly   | erőnyerő                       | Marina Kovrigina (RUS) · GY   | Larysa Krause (POL) · V          |                                            | erőnyerő          | Lynda Mekzine (ALG) · GY    | Marisa Pedulla (USA) · GY | Legna Verdecia (CUB) · V      |                   | 5.       |
| Isabel Fernández | Könnyűsúly   | Narelle Hill (AUS) · GY        | Zülfiyyə Hüseynova (AZE) · GY | Pekli Mária (HUN) · GY           | Csong Szonjong (Jeong Seon-Yong) (KOR) · V |                   |                             |                           | Nicola Fairbrother (GBR) · GY |                   |          |
| Sara Álvarez     | Váltósúly    | erőnyerő                       | Diane Bell (GBR) · GY         | Jenny Gal (NED) · V              |                                            |                   | Ileana Beltran (CUB) · GY   | Yael Arad (ISR) · GY      | kiesett                       |                   | 7.       |
| Cristina Curto   | Félnehézsúly | Jevgenyija Bogunova (KAZ) · GY | Olesya Nazarenko (TKM) · GY   | Ulla Werbrouck (BEL) · V         |                                            |                   | Szvetlana Galante (RUS) · V | kiesett                   | kiesett                       |                   | 9.       |

## Evezés
Férfi
| Versenyző                                                        | Versenyszám                          | Előfutam | Előfutam | 1. vigaszág | 1. vigaszág | 2. vigaszág | 2. vigaszág | Elődöntő | Elődöntő | Elődöntő | Döntő   | Döntő   | Döntő   | Helyezés |
| Versenyző                                                        | Versenyszám                          | Idő      | Hely.    | Idő         | Hely.       | Idő         | Hely.       | Típus    | Idő      | Hely.    | Típus   | Idő     | Hely.   | Helyezés |
| ---------------------------------------------------------------- | ------------------------------------ | -------- | -------- | ----------- | ----------- | ----------- | ----------- | -------- | -------- | -------- | ------- | ------- | ------- | -------- |
| Melquiades Verduras José Antonio Merín                           | Kétpárevezős                         | 7:13,99  | 5.       | 6:59,57     | 4.          | 6:55,00     | 3.          | kiesett  | kiesett  | kiesett  | kiesett | kiesett | kiesett | 18.      |
| José María de Marco José Carlos Sáez                             | Könnyűsúlyú kétpárevezős             | 6:46,66  | 1.       | erőnyerő    | erőnyerő    |             |             | A/B      | 6:29,37  | 3.       | A       | 6:28,09 | 4.      | 4.       |
| Fernando Climent David Morales Juan Manuel Florido Alfredo Girón | Könnyűsúlyú kormányos nélküli négyes | 6:28,05  | 4.       | 6:03,33     | 4.          |             |             |          |          |          | C       | 6:25,81 | 2.      | 14.      |

Női
| Versenyző                                                                       | Versenyszám              | Előfutam | Előfutam | Vigaszág | Vigaszág | Elődöntő | Elődöntő | Elődöntő | Döntő | Döntő   | Döntő | Helyezés |
| Versenyző                                                                       | Versenyszám              | Idő      | Hely.    | Idő      | Hely.    | Típus    | Idő      | Hely.    | Típus | Idő     | Hely. | Helyezés |
| ------------------------------------------------------------------------------- | ------------------------ | -------- | -------- | -------- | -------- | -------- | -------- | -------- | ----- | ------- | ----- | -------- |
| Esperanza Márquez Nuria Domínguez (előfutam és vigaszág) Anna Accensi (C döntő) | Könnyűsúlyú kétpárevezős | 7:51,05  | 4.       | 7:12,96  | 4.       |          |          |          | C     | 7:55,84 | 4.    | 16.      |

## Gyeplabda

### Férfi
| Spanyol férfi gyeplabdacsapat-játékoskeret                                                                                      | Spanyol férfi gyeplabdacsapat-játékoskeret                                                                                      |
| --- | --- |
| - Ramón Jufresa - Óscar Barrena - Kim Malgosa - Jordi Arnau - Juantxo García-Mauriño - Jaime Amat - Juan Escarré - Victor Pujol | - Ignacio Cobos - Xavier Escudé - Javier Arnau - Ramón Sala - Juan Antonio Dinarés - Pablo Amat - Pablo Usoz - Antonio González |

#### Eredmények
Csoportkör
A csoport
| Csapat                 | M | Gy | D | V | G+ | G– | Gk  | P |
| ---------------------- | - | -- | - | - | -- | -- | --- | - |
| Spanyolország (ESP)    | 5 | 4  | 0 | 1 | 14 | 5  | +9  | 8 |
| Németország (GER)      | 5 | 3  | 1 | 1 | 10 | 3  | +7  | 7 |
| India (IND)            | 5 | 2  | 2 | 1 | 8  | 3  | +5  | 6 |
| Pakisztán (PAK)        | 5 | 2  | 1 | 2 | 11 | 8  | +3  | 5 |
| Argentína (ARG)        | 5 | 2  | 0 | 3 | 9  | 13 | –4  | 4 |
| Egyesült Államok (USA) | 5 | 0  | 0 | 5 | 3  | 23 | –20 | 0 |

| 1996. július 20. 09:00 | Spanyolország (ESP) | 1–0   | Németország (GER) | Játékvezetők: Donald Prior (AUS), Craig Madden (GBR) |
| 1996. július 20. 09:00 | Jo. Arnau 50'       | (0–0) |                   | Játékvezetők: Donald Prior (AUS), Craig Madden (GBR) |

| 1996. július 22. 09:00 | Pakisztán (PAK) | 0–3   | Spanyolország (ESP)          | Játékvezetők: Ayman Amin (EGY), Peter von Reth (NED) |
| 1996. július 22. 09:00 |                 | (0–2) | Arnau 22', 43' · Escarré 30' | Játékvezetők: Ayman Amin (EGY), Peter von Reth (NED) |

| 1996. július 24. 17:30 | Spanyolország (ESP)         | 2–1   | Argentína (ARG) | Játékvezetők: Floris Idenburg (NED), Peter von Reth (NED) |
| 1996. július 24. 17:30 | Escarré 61' · Ja. Arnau 65' | (0–1) | J. Lombi 20'    | Játékvezetők: Floris Idenburg (NED), Peter von Reth (NED) |

| 1996. július 26. 20:00 | Spanyolország (ESP)                                                         | 7–1   | Egyesült Államok (USA) | Játékvezetők: Roger St. Rose (TRI), Youri Platonov (RUS) |
| 1996. július 26. 20:00 | P. Amat 12', 14' · Escarré 25', 49' · Ja. Arnau 60' · Pujol 64' · Cobos 68' | (3–0) | Butcher 37'            | Játékvezetők: Roger St. Rose (TRI), Youri Platonov (RUS) |

| 1996. július 28. 20:00 | Spanyolország (ESP) | 1–3   | India (IND)                    | Játékvezetők: Ray O’Connor (IRL), Szana Kijosi (JPN) |
| 1996. július 28. 20:00 | Escudé 33'          | (1–1) | Ferreira 21', 41' · Varkej 59' | Játékvezetők: Ray O’Connor (IRL), Szana Kijosi (JPN) |

Elődöntő
| 1996. július 31. 17:30 | Spanyolország (ESP)     | 2–1   | Ausztrália (AUS) | Játékvezetők: Richard Wolter (GER), Peter von Reth (NED) |
| 1996. július 31. 17:30 | Pujol 45' · Escarré 54' | (0–0) | Gaudoin 63'      | Játékvezetők: Richard Wolter (GER), Peter von Reth (NED) |

Döntő
| 1996. augusztus 2. 19:30 | Spanyolország (ESP) | 1–3   | Hollandia (NED)                  | Játékvezetők: Donald Prior (AUS), Ray O'Connor (IRL) |
| 1996. augusztus 2. 19:30 | Pujol 45'           | (0–0) | Bovelander 52', 55' · Lomans 67' | Játékvezetők: Donald Prior (AUS), Ray O'Connor (IRL) |

| Csapat              | Helyezés |
| ------------------- | -------- |
| Spanyolország (ESP) |          |

### Női
| Spanyol női gyeplabdacsapat-játékoskeret                                                                                                  | Spanyol női gyeplabdacsapat-játékoskeret |
| --- | --- |
| - Elena Carrión - Natalia Dorado - María Cruz González - Carmen Barea - Silvia Manrique - Nagore Gabellanes - Teresa Motos - Sonia Barrio | - Mónica Rueda - Lucía López - María del Mar Feito - Maider Tellería - Elena Urkizu - Begoña Larzábal - Sonia de Ignacio-Simo - Mariví González |

#### Eredmények
Csoportkör
| Csapat                 | M | Gy | D | V | G+ | G– | Gk  | P  |
| ---------------------- | - | -- | - | - | -- | -- | --- | -- |
| Ausztrália (AUS)       | 7 | 6  | 1 | 0 | 24 | 4  | +20 | 13 |
| Dél-Korea (KOR)        | 7 | 4  | 2 | 1 | 18 | 9  | +9  | 10 |
| Nagy-Britannia (GBR)   | 7 | 3  | 2 | 2 | 12 | 11 | +1  | 8  |
| Hollandia (NED)        | 7 | 3  | 2 | 2 | 15 | 15 | 0   | 8  |
| Egyesült Államok (USA) | 7 | 2  | 2 | 3 | 8  | 11 | –3  | 6  |
| Németország (GER)      | 7 | 2  | 1 | 4 | 10 | 11 | –1  | 5  |
| Argentína (ARG)        | 7 | 2  | 1 | 4 | 7  | 21 | –14 | 5  |
| Spanyolország (ESP)    | 7 | 0  | 1 | 6 | 5  | 17 | –12 | 1  |

| 1996. július 20. 11:00 | Ausztrália (AUS)                                     | 4–0   | Spanyolország (ESP) | Játékvezetők: Kazuko Yasueda (JPN), Miriam van Gemert (NED) |
| 1996. július 20. 11:00 | Andrews 32' · L. Powell 54' · Hawkes 65' · Annan 69' | (1–0) |                     | Játékvezetők: Kazuko Yasueda (JPN), Miriam van Gemert (NED) |

| 1996. július 21. 17:30 | Spanyolország (ESP) | 1–2   | Németország (GER)                | Játékvezetők: Laura Crespo (ARG), Gill Clarke (GBR) |
| 1996. július 21. 17:30 | Telleria 31'        | (1–1) | Hentschel 15' · van Kooperen 56' | Játékvezetők: Laura Crespo (ARG), Gill Clarke (GBR) |

| 1996. július 23. 11:00 | Spanyolország (ESP) | 0–1   | Argentína (ARG) | Játékvezetők: Janice McDonald (GBR), Miriam van Gemert (NED) |
| 1996. július 23. 11:00 |                     | (0–0) | Rimoldi 44'     | Játékvezetők: Janice McDonald (GBR), Miriam van Gemert (NED) |

| 1996. július 25. 09:00 | Spanyolország (ESP)         | 2–2   | Nagy-Britannia (GBR)     | Játékvezetők: Lee Mi-Ok (KOR), Renée Chatas (USA) |
| 1996. július 25. 09:00 | Dorado 22' · Gabellanes 55' | (1–1) | Fraser 18' · Johnson 66' | Játékvezetők: Lee Mi-Ok (KOR), Renée Chatas (USA) |

| 1996. július 27. 09:00 | Spanyolország (ESP) | 0–2   | Dél-Korea (KOR)                    | Játékvezetők: Carola Heinrichs (GER), Peri Buckley (AUS) |
| 1996. július 27. 09:00 |                     | (0–1) | Csang Undzsong 25' · I Ungjong 48' | Játékvezetők: Carola Heinrichs (GER), Peri Buckley (AUS) |

| 1996. július 28. 17:30 | Spanyolország (ESP)    | 2–4   | Hollandia (NED)                             | Játékvezetők: Lee Mi-Ok (KOR), Naomi Kato (JPN) |
| 1996. július 28. 17:30 | López 27' · Barrio 60' | (1–3) | de Ruiter 7', 11' · Thate 29' · Donners 51' | Játékvezetők: Lee Mi-Ok (KOR), Naomi Kato (JPN) |

| 1996. július 30. 17:30 | Spanyolország (ESP) | 0–2   | Egyesült Államok (USA)   | Játékvezetők: Janice McDonald (GBR), Carola Heinrichs (GER) |
| 1996. július 30. 17:30 |                     | (0–1) | Pankratz 18' · Tchou 48' | Játékvezetők: Janice McDonald (GBR), Carola Heinrichs (GER) |

| Csapat              | Helyezés |
| ------------------- | -------- |
| Spanyolország (ESP) | 8.       |

## Íjászat
Férfi
| Versenyző       | Versenyszám | Selejtező | Selejtező | 64-es főtábla                      | 32-es főtábla     | Nyolcaddöntő      | Negyeddöntő       | Elődöntő          | Döntő             | Helyezés |
| Versenyző       | Versenyszám | Pont      | Kiemelt   | Ellenfél Eredmény                  | Ellenfél Eredmény | Ellenfél Eredmény | Ellenfél Eredmény | Ellenfél Eredmény | Ellenfél Eredmény | Helyezés |
| --------------- | ----------- | --------- | --------- | ---------------------------------- | ----------------- | ----------------- | ----------------- | ----------------- | ----------------- | -------- |
| Antonio Vázquez | Egyéni      | 621       | 60.       | Jari Lipponen (FIN) (5.) · 143–168 | kiesett           | kiesett           | kiesett           | kiesett           | kiesett           | 60.      |

## Kajak-kenu

### Síkvízi
Férfi
| Versenyző                                                     | Versenyszám         | Előfutam | Előfutam | Előfutam | Vigaszág | Vigaszág | Vigaszág | Elődöntő | Elődöntő | Elődöntő | Döntő    | Döntő    |
| Versenyző                                                     | Versenyszám         | Idő      | Hely.    | Össz.    | Idő      | Hely.    | Össz.    | Idő      | Hely.    | Össz.    | Idő      | Helyezés |
| ------------------------------------------------------------- | ------------------- | -------- | -------- | -------- | -------- | -------- | -------- | -------- | -------- | -------- | -------- | -------- |
| Miguel García                                                 | Kajak egyes 500 m   | 1:42,180 | 3.       | 6.       | erőnyerő | erőnyerő | erőnyerő | 1:40,687 | 3.       | 5.       | 1:40,047 | 6.       |
| Agustín Calderón                                              | Kajak egyes 1000 m  | 3:45,484 | 2.       | 5.       | erőnyerő | erőnyerő | erőnyerő | 3:44,777 | 3.       | 10.      | 3:31,397 | 5.       |
| Jovino González Gregorio Vicente                              | Kajak kettes 500 m  | 1:32,791 | 3.       | 8.       | erőnyerő | erőnyerő | erőnyerő | 1:31,137 | 5.       | 10.      | kiesett  | kiesett  |
| Juan José Román Juan Sánchez                                  | Kajak kettes 1000 m | 3:43,970 | 5.       | 11.      | 3:36,264 | 4.       | 7.       | 3:24,032 | 8.       | 15.      | kiesett  | kiesett  |
| Miguel García Jovino González Emilio Merchán Gregorio Vicente | Kajak négyes 1000 m | 3:14,224 | 4.       | 8.       |          |          |          | 3:00,799 | 1.       | 1.       | 2:55,884 | 5.       |
| José Manuel Crespo                                            | Kenu egyes 500 m    | 1:57,915 | 8.       | 8.       |          |          |          | 1:54,121 | 4.       | 4.       | kiesett  | kiesett  |
| José Manuel Crespo                                            | Kenu egyes 1000 m   | 4:34,071 | 5.       | 12.      |          |          |          | 4:15,939 | 4.       | 7.       | kiesett  | kiesett  |
| José Alfredo Bea Oleg Shelestenko                             | Kenu kettes 500 m   | 1:45,635 | 2.       | 6.       | erőnyerő | erőnyerő | erőnyerő | 1:42,397 | 3.       | 4.       | 1:43,572 | 7.       |
| José Alfredo Bea Oleg Shelestenko                             | Kenu kettes 1000 m  | 4:05,203 | 4.       | 4.       |          |          |          | 3:45,616 | 3.       | 5.       | 3:37,154 | 8.       |

Női
| Versenyző                                                      | Versenyszám        | Előfutam | Előfutam | Előfutam | Vigaszág | Vigaszág | Vigaszág | Elődöntő | Elődöntő | Elődöntő | Döntő    | Döntő    |
| Versenyző                                                      | Versenyszám        | Idő      | Hely.    | Össz.    | Idő      | Hely.    | Össz.    | Idő      | Hely.    | Össz.    | Idő      | Helyezés |
| -------------------------------------------------------------- | ------------------ | -------- | -------- | -------- | -------- | -------- | -------- | -------- | -------- | -------- | -------- | -------- |
| Belén Sánchez                                                  | Kajak egyes 500 m  | 1:55,043 | 3.       | 10.      | erőnyerő | erőnyerő | erőnyerő | 1:52,322 | 6.       | 9.       | kiesett  | kiesett  |
| Izaskun Aramburu Beatriz Manchón                               | Kajak kettes 500 m | 1:44,038 | 2.       | 4.       | erőnyerő | erőnyerő | erőnyerő | 1:44,433 | 3.       | 5.       | 1:42,621 | 6.       |
| Izaskun Aramburu Beatriz Manchón Ana María Penas Belén Sánchez | Kajak négyes 500 m | 1:39,863 | 4.       | 4.       |          |          |          | 1:37,365 | 2.       | 2.       | 1:33,577 | 6.       |

### Szlalom
| Versenyző         | Versenyszám       | Döntő    | Döntő    | Döntő    | Döntő    | Döntő         | Döntő         |
| Versenyző         | Versenyszám       | 1. futam | 1. futam | 2. futam | 2. futam | Jobb eredmény | Jobb eredmény |
| Versenyző         | Versenyszám       | Pont     | Hely.    | Pont     | Hely.    | Pont          | Helyezés      |
| ----------------- | ----------------- | -------- | -------- | -------- | -------- | ------------- | ------------- |
| Javier Etxaniz    | Férfi kajak egyes | 220,81   | 38.      | 153,77   | 16.      | 153,77        | 22.           |
| Esteban Aracama   | Férfi kajak egyes | 164,66   | 22.      | 265,17   | 43.      | 164,66        | 34.           |
| Toni Herreros     | Férfi kenu egyes  | 179,38   | 18.      | 298,83   | 29.      | 179,38        | 21.           |
| María Eizmendi    | Női kajak egyes   | 191,49   | 9.       | 204,83   | 16.      | 191,49        | 20.           |
| Cristina Martínez | Női kajak egyes   | 224,09   | 14.      | 280,91   | 26.      | 224,09        | 24.           |

## Kerékpározás

### Hegyi-kerékpározás
| Versenyző      | Versenyszám        | Idő                | Helyezés      |
| -------------- | ------------------ | ------------------ | ------------- |
| Jokin Mújika   | Férfi terepverseny | 2:41:15 (+0:23:37) | 22.           |
| Roberto Lezaun | Férfi terepverseny | nem ért célba      | nem ért célba |
| Laura Blanco   | Női terepverseny   | 2:04:20 (+0:13:29) | 20.           |
| Silvia Rovira  | Női terepverseny   | 2:09:17 (+0:18:26) | 26.           |

### Országúti kerékpározás
Férfi
| Versenyző        | Versenyszám   | Idő                | Helyezés |
| ---------------- | ------------- | ------------------ | -------- |
| Miguel Indurain  | Időfutam      | 1:04:05            |          |
| Miguel Indurain  | Mezőnyverseny | 4:56:44 (+2:48)    | 26.      |
| Melchor Mauri    | Mezőnyverseny | 4:55:11 (+1:15)    | 6.       |
| Manuel Fernández | Mezőnyverseny | 4:56:49 (+2:53)    | 77.      |
| Marino Alonso    | Mezőnyverseny | 4:56:53 (+2:57)    | 101.     |
| Abraham Olano    | Mezőnyverseny | 4:56:48 (+2:52)    | 67.      |
| Abraham Olano    | Időfutam      | 1:04:17 (+0:00:12) |          |

Női
| Versenyző       | Versenyszám   | Idő                | Helyezés      |
| --------------- | ------------- | ------------------ | ------------- |
| Fátima Blázquez | Mezőnyverseny | 2:46:27 (+10:14)   | 40.           |
| Izaskun Bengoa  | Mezőnyverseny | nem ért célba      | nem ért célba |
| Joane Somarriba | Mezőnyverseny | 2:37:06 (+0:53)    | 21.           |
| Joane Somarriba | Időfutam      | 0:38:55 (+0:02:15) | 13.           |

### Pálya-kerékpározás
Sprintversenyek
| Versenyző             | Versenyszám  | Selejtező | Selejtező | 1. forduló                     | Vigaszág                                            | Vigaszág | 2. forduló                  | Vigaszág                                                  | Vigaszág | Nyolcaddöntő                | Vigaszág                                           | Vigaszág | Negyeddöntő          | 5–8. helyért           | 5–8. helyért | Elődöntő             | Döntő                | Helyezés |
| Versenyző             | Versenyszám  | Idő       | Hely.     | Ellenfél Győztes idő           | Ellenfelek Győztes idő                              | Hely.    | Ellenfél Győztes idő        | Ellenfelek Győztes idő                                    | Hely.    | Ellenfél Győztes idő        | Ellenfelek Győztes idő                             | Hely.    | Ellenfél Győztes idő | Ellenfelek Győztes idő | Hely.        | Ellenfél Győztes idő | Ellenfél Győztes idő | Helyezés |
| --------------------- | ------------ | --------- | --------- | ------------------------------ | --------------------------------------------------- | -------- | --------------------------- | --------------------------------------------------------- | -------- | --------------------------- | -------------------------------------------------- | -------- | -------------------- | ---------------------- | ------------ | -------------------- | -------------------- | -------- |
| José Moreno           | Férfi egyéni | 10,492    | 11.       | Frédéric Magné (FRA) · 10,740  | Darren McKenzie-Potter (NZL) · 11,017               | 1.       | Eyk Pokorny (GER) · 10,966  | Jeórjiosz Himonétosz (GRE) · Peter Bazálik (SVK) · 11,089 | 1.       | Curt Harnett (CAN) · 10,793 | Eyk Pokorny (GER) · Roberto Chiappa (ITA) · 10,982 | 3.       | kiesett              | kiesett                | kiesett      | kiesett              | kiesett              | kiesett  |
| José Antonio Escuredo | Férfi egyéni | 10,630    | 15.       | Roberto Chiappa (ITA) · 10,896 | Hjon Bjongcshol (Hyeon Byeong-Cheol) (KOR) · 11,257 | 1.       | Jens Fiedler (GER) · 10,597 | Frédéric Magné (FRA) · Martin Hrbáček (SVK) · 11,035      | 3.       | kiesett                     | kiesett                                            | kiesett  | kiesett              | kiesett                | kiesett      | kiesett              | kiesett              | kiesett  |

Üldözőversenyek
| Versenyző                                                   | Versenyszám  | Selejtező | Selejtező | Negyeddöntő                                                                                          | Negyeddöntő | Elődöntő     | Elődöntő  | Döntő        | Döntő     | Helyezés |
| Versenyző                                                   | Versenyszám  | Idő       | Hely.     | Ellenfél Idő                                                                                         | Saját idő   | Ellenfél Idő | Saját idő | Ellenfél Idő | Saját idő | Helyezés |
| ----------------------------------------------------------- | ------------ | --------- | --------- | --- | ----------- | ------------ | --------- | ------------ | --------- | -------- |
| Juan Martínez                                               | Férfi egyéni | 4:27,909  | 4.        | Brad McGee (AUS) · 4:24,943                                                                          | 4:28,310    | kiesett      | kiesett   | kiesett      | kiesett   | 5.       |
| Juan Martínez Joan Llaneras Bernardo González Adolfo Alperi | Férfi csapat | 4:12,780  | 7.        | Olaszország (ITA) · Adler Capelli · Mauro Trentini · Andrea Collinelli · Cristiano Citton · 4:09,215 | 4:11,310    | kiesett      | kiesett   | kiesett      | kiesett   | 5.       |

Időfutam
| Név                   | Versenyszám  | Idő      | Helyezés |
| --------------------- | ------------ | -------- | -------- |
| José Antonio Escuredo | Férfi egyéni | 1:05,944 | 13.      |

Pontversenyek
| Név            | Versenyszám       | Pont          | Körhátrány    | Helyezés      |
| -------------- | ----------------- | ------------- | ------------- | ------------- |
| Joan Llaneras  | Férfi pontverseny | 17            | 0             | 6.            |
| Izaskun Bengoa | Női pontverseny   | nem ért célba | nem ért célba | nem ért célba |

## Kézilabda

### Férfi
| Spanyol férfi kézilabdacsapat-játékoskeret                                                                                                  | Spanyol férfi kézilabdacsapat-játékoskeret |
| --- | --- |
| - Aitor Etxaburu - Alberto Urdiales - Demetrio Lozano - Fernando Hernández - Iñaki Urdangarín - Jaume Fort - Jesús Fernández - Jesús Olalla | - Jordi Nuñez - José Javier Hombrados - Juan Pérez - Mateo Garralda - Rafael Guijosa - José Salvador Esquer - Talant Dujsebajev - Raúl González |

#### Eredmények
Csoportkör
B csoport
| Csapat              | M | Gy | D | V | G+  | G–  | Gk  | P |
| ------------------- | - | -- | - | - | --- | --- | --- | - |
| Franciaország (FRA) | 5 | 4  | 0 | 1 | 145 | 114 | +31 | 8 |
| Spanyolország (ESP) | 5 | 4  | 0 | 1 | 114 | 97  | +17 | 8 |
| Egyiptom (EGY)      | 5 | 3  | 0 | 2 | 113 | 103 | +10 | 6 |
| Németország (GER)   | 5 | 3  | 0 | 2 | 121 | 112 | +9  | 6 |
| Algéria (ALG)       | 5 | 0  | 1 | 4 | 95  | 117 | –22 | 1 |
| Brazília (BRA)      | 5 | 0  | 1 | 4 | 100 | 145 | –45 | 1 |

| 1996. július 24. 11:45 | Franciaország (FRA) | 27–25  | Spanyolország (ESP) | Játékvezetők: Vladimir Vujnovic, Petar Mladinic (CRO) |
| 1996. július 24. 11:45 | Anquetil 5          | (10–9) | Urdiales 8          | Játékvezetők: Vladimir Vujnovic, Petar Mladinic (CRO) |
| 1996. július 24. 11:45 |                     |        |                     | Játékvezetők: Vladimir Vujnovic, Petar Mladinic (CRO) |

| 1996. július 25. 16:15 | Spanyolország (ESP) | 22–20   | Németország (GER) | Játékvezetők: Peter Brussel, Anton van Dongen (NED) |
| 1996. július 25. 16:15 | Olalla, Garralda 4  | (11–10) | Zerbe 6           | Játékvezetők: Peter Brussel, Anton van Dongen (NED) |
| 1996. július 25. 16:15 |                     |         |                   | Játékvezetők: Peter Brussel, Anton van Dongen (NED) |

| 1996. július 27. 10:00 | Spanyolország (ESP) | 20–14  | Algéria (ALG) | Játékvezetők: Mohammad al Houli, Khalaf Alenezi (KUW) |
| 1996. július 27. 10:00 | Guijosa, Urdiales5  | (12–5) | Khalfallah 3  | Játékvezetők: Mohammad al Houli, Khalaf Alenezi (KUW) |
| 1996. július 27. 10:00 |                     |        |               | Játékvezetők: Mohammad al Houli, Khalaf Alenezi (KUW) |

| 1996. július 29. 19:00 | Brazília (BRA) | 17–27   | Spanyolország (ESP) | Játékvezetők: Bruce Boehne, Thomas Bojsen (USA) |
| 1996. július 29. 19:00 | Hoffelder 7    | (10–12) | Urdangarín 6        | Játékvezetők: Bruce Boehne, Thomas Bojsen (USA) |
| 1996. július 29. 19:00 |                |         |                     | Játékvezetők: Bruce Boehne, Thomas Bojsen (USA) |

| 1996. július 31. 10:00 | Egyiptom (EGY) | 19–20  | Spanyolország (ESP) | Játékvezetők: Feliksas Gedvilas, Grigorij Guterman (LTU) |
| 1996. július 31. 10:00 | Soliman 6      | (8–11) | Urdiales 8          | Játékvezetők: Feliksas Gedvilas, Grigorij Guterman (LTU) |
| 1996. július 31. 10:00 |                |        |                     | Játékvezetők: Feliksas Gedvilas, Grigorij Guterman (LTU) |

Elődöntő
| 1996. augusztus 2. 16:15 | Svédország (SWE) | 25–20   | Spanyolország (ESP) | Játékvezetők: Peter Brussel, Anton van Dongen (NED) |
| 1996. augusztus 2. 16:15 | Thorsson 7       | (11–12) | Guijosa 5           | Játékvezetők: Peter Brussel, Anton van Dongen (NED) |
| 1996. augusztus 2. 16:15 |                  |         |                     | Játékvezetők: Peter Brussel, Anton van Dongen (NED) |

Bronzmérkőzés
| 1996. augusztus 4. 11:00 | Spanyolország (ESP) | 27–25   | Franciaország (FRA) | Játékvezetők: Per Elbrond, Kjeld Lovquist (DEN) |
| 1996. augusztus 4. 11:00 | három játékos 5     | (13–12) | Cordinier 7         | Játékvezetők: Per Elbrond, Kjeld Lovquist (DEN) |
| 1996. augusztus 4. 11:00 |                     |         |                     | Játékvezetők: Per Elbrond, Kjeld Lovquist (DEN) |

| Csapat              | Helyezés |
| ------------------- | -------- |
| Spanyolország (ESP) |          |

## Labdarúgás

### Férfi
| Spanyol férfi labdarúgócsapat-játékoskeret                                                                                        | Spanyol férfi labdarúgócsapat-játékoskeret                                                                                              |
| --- | --- |
| - Juan Luis Mora - Gaizka Mendieta - Agustín Aranzábal - Santi - Óscar - Javi Navarro - Raúl - Roberto Fresnedoso - Sergio Corino | - José Ignacio - Iñigo Idiakez - Aitor Karanka - Jorge Aizkorreta - Fernando Morientes - Iván de la Peña - Jordi Lardín - Sietes - Dani |

#### Eredmények
Csoportkör
B csoport
| Csapat              | M | Gy | D | V | Rg | Kg | Gk | P |
| ------------------- | - | -- | - | - | -- | -- | -- | - |
| Franciaország (FRA) | 3 | 2  | 1 | 0 | 5  | 2  | +3 | 7 |
| Spanyolország (ESP) | 3 | 2  | 1 | 0 | 5  | 3  | +2 | 7 |
| Ausztrália (AUS)    | 3 | 1  | 0 | 2 | 4  | 6  | –2 | 3 |
| Szaúd-Arábia (KSA)  | 3 | 0  | 0 | 3 | 2  | 5  | –3 | 0 |

| 1996. július 20. 18:30 |

| Spanyolország (ESP) | 1–0               | Szaúd-Arábia (KSA) |
| ------------------- | ----------------- | ------------------ |
| Óscar 80'           | (0–0) Jegyzőkönyv |                    |

| Citrus Bowl, Orlando Nézőszám: 28 774 Játékvezető: Pierluigi Collina (olasz) |

| 1996. július 22. 19:00 |

| Franciaország (FRA) | 1–1               | Spanyolország (ESP) |
| ------------------- | ----------------- | ------------------- |
| Legwinski 38'       | (1–0) Jegyzőkönyv | Óscar 80'           |

| Citrus Bowl, Orlando Nézőszám: 16 773 Játékvezető: Phirom Anpraszöt (thaiföldi) |

| 1996. július 24. 19:00 |

| Spanyolország (ESP)    | 3–2               | Ausztrália (AUS) |
| ---------------------- | ----------------- | ---------------- |
| Raúl 40' 90' Santi 86' | (1–2) Jegyzőkönyv | Vidmar 3' 12'    |

| Citrus Bowl, Orlando Nézőszám: 12 050 Játékvezető: Hugh Dallas (skót) |

Negyeddöntő
| 1996. július 27. 19:30 |

| Argentína (ARG)                                   | 4–0               | Spanyolország (ESP) |
| ------------------------------------------------- | ----------------- | ------------------- |
| Crespo 47' 88' Aranzábal 52' (öngól) C. López 66' | (0–0) Jegyzőkönyv |                     |

| Legion Field, Birmingham Nézőszám: 43 507 Játékvezető: Gamál al-Gandúr (egyiptomi) |

| Csapat              | Helyezés |
| ------------------- | -------- |
| Spanyolország (ESP) | 6.       |

## Lovaglás
Díjlovaglás
| Versenyző                                                   | Ló           | Versenyszám | 1. kör | 1. kör | 2. kör  | 2. kör  | 3. kör  | 3. kör  | Végeredmény | Végeredmény |
| Versenyző                                                   | Ló           | Versenyszám | Pont   | Hely.  | Pont    | Hely.   | Pont    | Hely.   | Pont        | Helyezés    |
| ----------------------------------------------------------- | ------------ | ----------- | ------ | ------ | ------- | ------- | ------- | ------- | ----------- | ----------- |
| Ignacio Rambla                                              | Evento       | Egyéni      | 69,76  | 10.    | 70,19   | 12.     | 72,18   | 10.     | 212,13      | 11.         |
| Beatriz Ferrer-Salat                                        | Brillant     | Egyéni      | 64,16  | 32.    | kiesett | kiesett | kiesett | kiesett | kiesett     | kiesett     |
| Rafael Soto                                                 | Invasor      | Egyéni      | 61,08  | 38.    | kiesett | kiesett | kiesett | kiesett | kiesett     | kiesett     |
| Juan Matute                                                 | Hermes       | Egyéni      | 56,64  | 46.    | kiesett | kiesett | kiesett | kiesett | kiesett     | kiesett     |
| Ignacio Rambla Beatriz Ferrer-Salat Rafael Soto Juan Matute | lásd fentebb | Csapat      |        |        |         |         |         |         | 4875        | 8.          |

Díjugratás
| Versenyző                                                         | Ló                 | Versenyszám | Selejtező | Selejtező | Selejtező | Selejtező | Selejtező | Selejtező | Selejtező | Selejtező | Döntő   | Döntő   | Döntő  | Döntő  | Végeredmény | Végeredmény |
| Versenyző                                                         | Ló                 | Versenyszám | 1. kör    | 1. kör    | 2. kör    | 2. kör    | 2. kör    | 3. kör    | 3. kör    | 3. kör    | 1. kör  | 1. kör  | 2. kör | 2. kör | Végeredmény | Végeredmény |
| Versenyző                                                         | Ló                 | Versenyszám | Bünt.     | Hely.     | Bünt.     | Össz.     | Hely.     | Bünt.     | Össz.     | Hely.     | Bünt.   | Hely.   | Bünt.  | Hely.  | Bünt.       | Helyezés    |
| ----------------------------------------------------------------- | ------------------ | ----------- | --------- | --------- | --------- | --------- | --------- | --------- | --------- | --------- | ------- | ------- | ------ | ------ | ----------- | ----------- |
| Fernando Sarasola                                                 | Ennio              | Egyéni      | 10,00     | 57.       | 0,00      | 10,00     | 19.       | 0,25      | 10,25     | 8.        | 8,00    | 11.     |        |        | 8,00        | 11.*        |
| Rutherford Latham                                                 | Sourire d'Aze      | Egyéni      | 5,00      | 36.       | 8,00      | 13,00     | 33.       | 8,00      | 21,00     | 36.       | 16,50   | 24.     |        |        | 16,50       | 24.         |
| Alejandro Jordá                                                   | Hernando du Sablon | Egyéni      | 5,00      | 36.       | 5,00      | 10,00     | 19.       | 8,50      | 18,50     | 28.       | kiesett | kiesett |        |        | kiesett     | kiesett     |
| Pedro Sánchez                                                     | Riccarda           | Egyéni      | 4,00      | 14.       | 8,00      | 12,00     | 22.       | 12,00     | 24,00     | 40.       | kiesett | kiesett |        |        | kiesett     | kiesett     |
| Fernando Sarasola Alejandro Jordá Rutherford Latham Pedro Sánchez | lásd fentebb       | Csapat      |           |           |           |           |           |           |           |           | 13,00   | 5.      | 16,75  | 10.    | 29,75       | 5.          |

* - öt másik versenyzővel azonos eredményt ért el
Lovastusa
| Versenyző                                                        | Ló                                        | Versenyszám | Díjlovaglás | Díjlovaglás | Tereplovaglás | Tereplovaglás | Tereplovaglás | Díjugratás | Díjugratás | Végeredmény | Végeredmény |
| Versenyző                                                        | Ló                                        | Versenyszám | Bünt.       | Hely.       | Bünt.         | Össz.         | Hely.         | Bünt.      | Hely.      | Bünt.       | Helyezés    |
| ---------------------------------------------------------------- | ----------------------------------------- | ----------- | ----------- | ----------- | ------------- | ------------- | ------------- | ---------- | ---------- | ----------- | ----------- |
| Ramón Beca                                                       | Perseus II                                | Egyéni      | 69,00       | 30.         | 72,00         | 141,00        | 17.           | 23,75      | 16.        | 164,75      | 17.         |
| Enrique Sarasola                                                 | Rebaby                                    | Egyéni      | 70,20       | 31.         | kizárták      | kizárták      | kizárták      | kiesett    | kiesett    | kiesett     | kiesett     |
| Javier Revuelta                                                  | Hoochi Koochi                             | Egyéni      | 60,40       | 26.         | nem ért célba | nem ért célba | nem ért célba | kiesett    | kiesett    | kiesett     | kiesett     |
| Santiago Centenera Javier Revuelta Luis Álvarez Enrique Sarasola | Just Dixon Toby Pico’s Nippur New Venture | Csapat      | 172,60      | 12.         | 382,00        | 568,40        | 11.           | 53,25      | 8.         | 621,65      | 8.          |

## Műugrás
Férfi
| Versenyző       | Versenyszám        | Selejtező | Selejtező | Elődöntő | Elődöntő | Döntő   | Döntő    |
| Versenyző       | Versenyszám        | Pont      | Helyezés  | Pont     | Helyezés | Pont    | Helyezés |
| --------------- | ------------------ | --------- | --------- | -------- | -------- | ------- | -------- |
| José Miguel Gil | Egyéni műugrás     | 295,47    | 31.       | kiesett  | kiesett  | kiesett | kiesett  |
| Rafael Álvarez  | Egyéni műugrás     | 208,83    | 36.       | kiesett  | kiesett  | kiesett | kiesett  |
| Daniel Pavón    | Egyéni toronyugrás | 312,78    | 23.       | kiesett  | kiesett  | kiesett | kiesett  |

Női
| Versenyző                    | Versenyszám        | Selejtező | Selejtező | Elődöntő | Elődöntő | Döntő   | Döntő    |
| Versenyző                    | Versenyszám        | Pont      | Helyezés  | Pont     | Helyezés | Pont    | Helyezés |
| ---------------------------- | ------------------ | --------- | --------- | -------- | -------- | ------- | -------- |
| Julia Cruz                   | Egyéni műugrás     | 205,32    | 26.       | kiesett  | kiesett  | kiesett | kiesett  |
| María Dolores Sáez de Ibarra | Egyéni toronyugrás | 216,36    | 27.       | kiesett  | kiesett  | kiesett | kiesett  |

## Ökölvívás
| Versenyző     | Versenyszám | Selejtező                   | Nyolcaddöntő                     | Negyeddöntő                  | Elődöntő                       | Döntő             | Helyezés |
| Versenyző     | Versenyszám | Ellenfél Eredmény           | Ellenfél Eredmény                | Ellenfél Eredmény            | Ellenfél Eredmény              | Ellenfél Eredmény | Helyezés |
| ------------- | ----------- | --------------------------- | -------------------------------- | ---------------------------- | ------------------------------ | ----------------- | -------- |
| Rafael Lozano | Papírsúly   | Joseph Benhard (NAM) · 10–2 | Masibulele Makepula (RSA) · 14–3 | La Paene Masara (INA) · 10–9 | Mansueto Velasco (PHI) · 10–22 | kiesett           |          |

## Röplabda

### Strandröplabda

#### Férfi
| Versenyző                        | 1. forduló                                                | 2. forduló                                    | 3. forduló                                          | 4. forduló                                                 | Reményág                                            | Reményág          | Reményág          | Reményág          | Reményág                                      | Elődöntő          | Döntő             | Helyezés |
| Versenyző                        | 1. forduló                                                | 2. forduló                                    | 3. forduló                                          | 4. forduló                                                 | 1. forduló                                          | 2. forduló        | 3. forduló        | 4. forduló        | 5. forduló                                    | Elődöntő          | Döntő             | Helyezés |
| Versenyző                        | Ellenfél Eredmény                                         | Ellenfél Eredmény                             | Ellenfél Eredmény                                   | Ellenfél Eredmény                                          | Ellenfél Eredmény                                   | Ellenfél Eredmény | Ellenfél Eredmény | Ellenfél Eredmény | Ellenfél Eredmény                             | Ellenfél Eredmény | Ellenfél Eredmény | Helyezés |
| -------------------------------- | --------------------------------------------------------- | --------------------------------------------- | --------------------------------------------------- | ---------------------------------------------------------- | --------------------------------------------------- | ----------------- | ----------------- | ----------------- | --------------------------------------------- | ----------------- | ----------------- | -------- |
| Javier Bosma Sixto Jiménez       | Indonézia (INA) · Markoji · Mohamed Nurmufid · 15–7       | Kanada (CAN) · John Child · Mark Heese · 15–1 | Brazília (BRA) · Franco Neto · Roberto Lopes · 15–9 | Egyesült Államok (USA) · Mike Dodd · Mike Whitmarsh · 6–15 |                                                     |                   |                   |                   | Kanada (CAN) · John Child · Mark Heese · 4–15 | kiesett           | kiesett           | 7.       |
| Javier Yuste Miguel Ángel Martín | Csehország (CZE) · Michal Palinek · Marek Pakosta · 11–15 |                                               |                                                     |                                                            | Portugália (POR) · João Brenha · Miguel Maia · 8–15 | kiesett           | kiesett           | kiesett           | kiesett                                       | kiesett           | kiesett           | 17.      |

## Sportlövészet
Férfi
| Versenyző      | Versenyszám           | Selejtező | Selejtező | Döntő   | Döntő    |
| Versenyző      | Versenyszám           | Pont      | Helyezés  | Pont    | Helyezés |
| -------------- | --------------------- | --------- | --------- | ------- | -------- |
| Jorge González | Légpuska              | 575       | 42.       | kiesett | kiesett  |
| Jorge González | Sportpuska, fekvő     | 597       | 5.*       | 701,7   | 4.       |
| Jorge González | Sportpuska, összetett | 1155      | 37.**     | kiesett | kiesett  |
| José Pérez     | Trap                  | 120       | 13.****** | kiesett | kiesett  |

Női
| Versenyző                 | Versenyszám           | Selejtező | Selejtező | Döntő   | Döntő    |
| Versenyző                 | Versenyszám           | Pont      | Helyezés  | Pont    | Helyezés |
| ------------------------- | --------------------- | --------- | --------- | ------- | -------- |
| María del Pilar Fernández | Légpisztoly           | 378       | 19.*      | kiesett | kiesett  |
| María del Pilar Fernández | Sportpisztoly         | 578       | 9.****    | kiesett | kiesett  |
| Cristina Antolín          | Légpuska              | 386       | 36.**     | kiesett | kiesett  |
| Cristina Antolín          | Sportpuska, összetett | 557       | 38.       | kiesett | kiesett  |
| María Quintanal           | Dupla trap            | 100       | 11.**     | kiesett | kiesett  |
| Gemma Usieto              | Dupla trap            | 90        | 21.       | kiesett | kiesett  |

* - egy másik versenyzővel azonos eredményt ért el

** - két másik versenyzővel azonos eredményt ért el

**** - négy másik versenyzővel azonos eredményt ért el

****** - hat másik versenyzővel azonos eredményt ért el

## Súlyemelés
| Versenyző      | Versenyszám | Szakítás | Szakítás | Lökés    | Lökés    | Összesen | Helyezés |
| Versenyző      | Versenyszám | Eredmény | Helyezés | Eredmény | Helyezés | Összesen | Helyezés |
| -------------- | ----------- | -------- | -------- | -------- | -------- | -------- | -------- |
| Lorenzo Carrió | 99 kg       | 167,5    | 12.*     | 200,0    | 12.*     | 367,5    | 12.      |

* - másik versenyzővel azonos eredményt ért el

## Tenisz
Férfi
| Versenyző                      | Versenyszám | 64-es főtábla                      | 32-es főtábla                                         | Nyolcaddöntő                                                   | Negyeddöntő                                                    | Elődöntő                       | Bronz- mérkőzés   | Döntő                              | Helyezés |
| Versenyző                      | Versenyszám | Ellenfél Eredmény                  | Ellenfél Eredmény                                     | Ellenfél Eredmény                                              | Ellenfél Eredmény                                              | Ellenfél Eredmény              | Ellenfél Eredmény | Ellenfél Eredmény                  | Helyezés |
| ------------------------------ | ----------- | ---------------------------------- | ----------------------------------------------------- | -------------------------------------------------------------- | -------------------------------------------------------------- | ------------------------------ | ----------------- | ---------------------------------- | -------- |
| Sergi Bruguera                 | Egyes       | Andrei Pavel (ROU) · 2–6, 6–1, 8–6 | Arnaud Boetsch (FRA) · 7–6, 4–6, 6–2                  | Greg Rusedski (GBR) · 7–6, 6–3                                 | MaliVai Washington (USA) · 7–6, 4–6, 7–5                       | Fino Meligeni (BRA) · 7–6, 6–2 |                   | Andre Agassi (USA) · 2–6, 3–6, 1–6 |          |
| Albert Costa                   | Egyes       | Sébastien Lareau (CAN) · 7–6, 6–4  | Fino Meligeni (BRA) · 6–7, 4–6                        | kiesett                                                        | kiesett                                                        | kiesett                        | kiesett           | kiesett                            | 17.      |
| Carlos Costa                   | Egyes       | Andrea Gaudenzi (ITA) · 3–6, 2–6   | kiesett                                               | kiesett                                                        | kiesett                                                        | kiesett                        | kiesett           | kiesett                            | 33.      |
| Sergi Bruguera Tomás Carbonell | Páros       |                                    | Argentína (ARG) · Javier Frana · Luis Lobo · 6–3, 7–6 | Japán (JPN) · Ivabucsi Szatosi · Szuzuki Takao · 6–7, 6–2, 7–5 | Ausztrália (AUS) · Todd Woodbridge · Mark Woodforde · 4–6, 1–6 | kiesett                        | kiesett           | kiesett                            | 5.       |

Női
| Versenyző                                 | Versenyszám | 64-es főtábla                         | 32-es főtábla                                                            | Nyolcaddöntő                                            | Negyeddöntő                                                         | Elődöntő                                                   | Bronz- mérkőzés                                                        | Döntő                              | Helyezés |
| Versenyző                                 | Versenyszám | Ellenfél Eredmény                     | Ellenfél Eredmény                                                        | Ellenfél Eredmény                                       | Ellenfél Eredmény                                                   | Ellenfél Eredmény                                          | Ellenfél Eredmény                                                      | Ellenfél Eredmény                  | Helyezés |
| ----------------------------------------- | ----------- | ------------------------------------- | ------------------------------------------------------------------------ | ------------------------------------------------------- | ------------------------------------------------------------------- | ---------------------------------------------------------- | ---------------------------------------------------------------------- | ---------------------------------- | -------- |
| Arantxa Sánchez Vicario                   | Egyes       | Dominique Van Roost (BEL) · 6–1, 6–4  | Silvia Farina Elia (ITA) · 6–1, 6–3                                      | Brenda Schultz-McCarthy (NED) · 6–4, 7–6                | Date Kimiko (JPN) · 4–6, 6–3, 10–8                                  | Jana Novotná (CZE) · 6–4, 1–6, 6–3                         |                                                                        | Lindsay Davenport (USA) · 6–7, 2–6 |          |
| Conchita Martínez                         | Egyes       | Patty Schnyder (SUI) · 6–1, 6–2       | Radka Zrubáková (SVK) · 6–1, 6–4                                         | Natallja Zverava (BLR) · 6–2, 7–5                       | Mary Joe Fernández (USA) · 6–3, 2–6, 3–6                            | kiesett                                                    | kiesett                                                                | kiesett                            | 5.       |
| Virginia Ruano Pascual                    | Egyes       | Magdalena Grzybowska (POL) · 6–4, 6–2 | Iva Majoli (CRO) · 5–7, 3–6                                              | kiesett                                                 | kiesett                                                             | kiesett                                                    | kiesett                                                                | kiesett                            | 17.      |
| Conchita Martínez Arantxa Sánchez Vicario | Páros       |                                       | Madagaszkár (MAD) · Dally Randriantefy · Natacha Randriantefy · 6–1, 6–3 | Horvátország (CRO) · Iva Majoli · Maja Murić · 6–2, 6–1 | Thaiföld (THA) · Benjamas Sangaram · Tamarine Tanasugarn · 6–2, 6–1 | Csehország (CZE) · Jana Novotná · Helena Suková · 2–6, 6–7 | Hollandia (NED) · Manon Bollegraf · Brenda Schultz-McCarthy · 6–1, 6–3 |                                    |          |

## Torna
Férfi
| Versenyző      | Versenyszám      | Selejtező | Selejtező | Döntő    | Döntő    |
| Versenyző      | Versenyszám      | Pontszám  | Helyezés  | Pontszám | Helyezés |
| -------------- | ---------------- | --------- | --------- | -------- | -------- |
| Jesús Carballo | Talaj            | 17,750    | 86.       | kiesett  | kiesett  |
| Jesús Carballo | Ugrás            | 18,662    | 69.**     | kiesett  | kiesett  |
| Jesús Carballo | Korlát           | 18,800    | 40.*      | kiesett  | kiesett  |
| Jesús Carballo | Nyújtó           | 19,374    | 5.        | 9,350    | 7.       |
| Jesús Carballo | Gyűrű            | 18,725    | 52.*      | kiesett  | kiesett  |
| Jesús Carballo | Lólengés         | 18,450    | 64.*      | kiesett  | kiesett  |
| Jesús Carballo | Egyéni összetett | 111,761   | 38.       | 57,412   | 13.*     |

Női
| Versenyző                                                                                         | Versenyszám      | Selejtező | Selejtező | Döntő    | Döntő    |
| Versenyző                                                                                         | Versenyszám      | Pontszám  | Helyezés  | Pontszám | Helyezés |
| ------------------------------------------------------------------------------------------------- | ---------------- | --------- | --------- | -------- | -------- |
| Mónica Martín                                                                                     | Talaj            | 19,200    | 30.       | kiesett  | kiesett  |
| Mónica Martín                                                                                     | Ugrás            | 19,050    | 39.       | kiesett  | kiesett  |
| Mónica Martín                                                                                     | Felemás korlát   | 19,200    | 34.       | kiesett  | kiesett  |
| Mónica Martín                                                                                     | Gerenda          | 18,612    | 38.*      | kiesett  | kiesett  |
| Mónica Martín                                                                                     | Egyéni összetett | 76,062    | 27.       | 38,318   | 17.*     |
| Joana Juárez                                                                                      | Talaj            | 18,937    | 52.       | kiesett  | kiesett  |
| Joana Juárez                                                                                      | Ugrás            | 19,075    | 38.       | kiesett  | kiesett  |
| Joana Juárez                                                                                      | Felemás korlát   | 19,224    | 32.*      | kiesett  | kiesett  |
| Joana Juárez                                                                                      | Gerenda          | 18,575    | 41.       | kiesett  | kiesett  |
| Joana Juárez                                                                                      | Egyéni összetett | 75,811    | 31.       | 37,955   | 24.      |
| Mercedes Pacheco                                                                                  | Talaj            | 19,037    | 45.       | kiesett  | kiesett  |
| Mercedes Pacheco                                                                                  | Ugrás            | 18,625    | 69.       | kiesett  | kiesett  |
| Mercedes Pacheco                                                                                  | Felemás korlát   | 19,437    | 16.*      | kiesett  | kiesett  |
| Mercedes Pacheco                                                                                  | Gerenda          | 18,637    | 37.       | kiesett  | kiesett  |
| Mercedes Pacheco                                                                                  | Egyéni összetett | 75,736    | 34.       | 37,786   | 27.      |
| Diana Plaza                                                                                       | Talaj            | 18,725    | 61.*      | kiesett  | kiesett  |
| Diana Plaza                                                                                       | Ugrás            | 18,662    | 66.*      | kiesett  | kiesett  |
| Diana Plaza                                                                                       | Felemás korlát   | 19,087    | 43.       | kiesett  | kiesett  |
| Diana Plaza                                                                                       | Gerenda          | 18,299    | 54.       | kiesett  | kiesett  |
| Diana Plaza                                                                                       | Egyéni összetett | 74,773    | 40.       | kiesett  | kiesett  |
| Elisabeth Valle                                                                                   | Talaj            | 18,775    | 57.*      | kiesett  | kiesett  |
| Elisabeth Valle                                                                                   | Ugrás            | 19,237    | 22.*      | kiesett  | kiesett  |
| Elisabeth Valle                                                                                   | Felemás korlát   | 19,037    | 45.       | kiesett  | kiesett  |
| Elisabeth Valle                                                                                   | Gerenda          | 17,637    | 72.       | kiesett  | kiesett  |
| Elisabeth Valle                                                                                   | Egyéni összetett | 74,686    | 42.       | kiesett  | kiesett  |
| Verónica Castro                                                                                   | Talaj            | 18,750    | 60.       | kiesett  | kiesett  |
| Verónica Castro                                                                                   | Ugrás            | 18,549    | 77.       | kiesett  | kiesett  |
| Verónica Castro                                                                                   | Felemás korlát   | 9,487     | 90.       | kiesett  | kiesett  |
| Verónica Castro                                                                                   | Gerenda          | 18,275    | 55.       | kiesett  | kiesett  |
| Verónica Castro                                                                                   | Egyéni összetett | 65,061    | 78.       | kiesett  | kiesett  |
| Gemma Paz                                                                                         | Felemás korlát   | 9,425     | 91.*      | kiesett  | kiesett  |
| Gemma Paz                                                                                         | Egyéni összetett | 9,425     | 105.      | kiesett  | kiesett  |
| Mónica Martín Joana Juárez Mercedes Pacheco Diana Plaza Elisabeth Valle Verónica Castro Gemma Paz | Csapat összetett |           |           | 189,458  | 7.       |

* - egy másik versenyzővel azonos eredményt ért el

** - két másik versenyzővel azonos eredményt ért el

### Ritmikus gimnasztika
| Versenyző                                                                                    | Versenyszám | Selejtező | Selejtező | Elődöntő | Elődöntő | Döntő   | Döntő    |
| Versenyző                                                                                    | Versenyszám | Pont      | Hely.     | Pont     | Hely.    | Pont    | Helyezés |
| -------------------------------------------------------------------------------------------- | ----------- | --------- | --------- | -------- | -------- | ------- | -------- |
| Almudena Cid                                                                                 | Egyéni      | 38,400    | 5.        | 38,448   | 9.       | 38,515  | 9.       |
| Alba Caride                                                                                  | Egyéni      | 37,781    | 11.*      | 36,697   | 19.      | kiesett | kiesett  |
| Marta Baldó Nuria Cabanillas Estela Giménez Lorena Guréndez Tania Lamarca Estíbaliz Martínez | Csapat      | 38,966    | 2.        |          |          | 38,933  |          |

* - egy másik versenyzővel azonos eredményt ért el

## Úszás
Férfi
| Versenyző           | Versenyszám    | Előfutam | Előfutam | Előfutam | Döntő   | Döntő   | Döntő   | Helyezés |
| Versenyző           | Versenyszám    | Idő      | Hely.    | Össz.    | Típus   | Idő     | Hely.   | Helyezés |
| ------------------- | -------------- | -------- | -------- | -------- | ------- | ------- | ------- | -------- |
| Juan Benavides      | 50 m gyors     | 23,36    | 6.       | 30.      | kiesett | kiesett | kiesett | kiesett  |
| Juan Benavides      | 100 m gyors    | 51,20    | 3.       | 33.      | kiesett | kiesett | kiesett | kiesett  |
| Frederik Hviid      | 1500 m gyors   | 15:42,40 | 6.       | 21.      | kiesett | kiesett | kiesett | kiesett  |
| Frederik Hviid      | 400 m vegyes   | 4:23,67  | 4.       | 10.      | B       | 4:22,47 | 1.      | 9.       |
| Martín López-Zubero | 100 m hát      | 55,36    | 2.       | 4.       | A       | 55,22   | 4.      | 4.       |
| Martín López-Zubero | 200 m hát      | 2:00,77  | 2.       | 6.       | A       | 2:00,74 | 6.      | 6.       |
| Marc Capdevila      | 100 m mell     | 1:02,69  | 7.       | 11.*     | B       | 1:03,51 | 7.      | 15.      |
| Joaquín Fernández   | 200 m mell     | 2:16,05  | 5.       | 13.      | B       | 2:16,05 | 4.      | 12.      |
| José Luis Ballester | 200 m pillangó | 2:02,69  | 6.       | 29.      | kiesett | kiesett | kiesett | kiesett  |

Női
| Versenyző                                                   | Versenyszám            | Előfutam | Előfutam | Előfutam | Döntő   | Döntő   | Döntő   | Helyezés |
| Versenyző                                                   | Versenyszám            | Idő      | Hely.    | Össz.    | Típus   | Idő     | Hely.   | Helyezés |
| ----------------------------------------------------------- | ---------------------- | -------- | -------- | -------- | ------- | ------- | ------- | -------- |
| Claudia Franco                                              | 100 m gyors            | 57,00    | 7.       | 21.      | kiesett | kiesett | kiesett | kiesett  |
| Claudia Franco                                              | 50 m gyors             | 26,17    | 5.       | 16.      | B       | 26,04   | 3.      | 11.      |
| Blanca Cerón                                                | 50 m gyors             | 26,39    | 4.       | 22.*     | kiesett | kiesett | kiesett | kiesett  |
| Itziar Esparza                                              | 400 m gyors            | 4:19,45  | 6.       | 19.      | kiesett | kiesett | kiesett | kiesett  |
| Itziar Esparza                                              | 800 m gyors            | 8:50,22  | 6.       | 18.      | kiesett | kiesett | kiesett | kiesett  |
| Blanca Cerón Claudia Franco Susanna Garabatos Fátima Madrid | 4 × 100 m gyorsváltó   | 3:49,47  | 5.       | 14.      | kiesett | kiesett | kiesett | kiesett  |
| Eva Piñera                                                  | 100 m hát              | 1:04,41  | 6.       | 20.      | kiesett | kiesett | kiesett | kiesett  |
| Ivette María                                                | 200 m hát              | 2:18,72  | 7.       | 23.      | kiesett | kiesett | kiesett | kiesett  |
| María Olay                                                  | 100 m mell             | 1:12,58  | 4.       | 28.      | kiesett | kiesett | kiesett | kiesett  |
| Lourdes Becerra                                             | 200 m mell             | 2:33,80  | 2.       | 23.      | kiesett | kiesett | kiesett | kiesett  |
| Lourdes Becerra                                             | 400 m vegyes           | 4:45,54  | 2.       | 8.       | A       | 4:45,17 | 7.      | 7.       |
| María Peláez                                                | 100 m pillangó         | 1:01,99  | 6.       | 19.      | kiesett | kiesett | kiesett | kiesett  |
| María Peláez                                                | 200 m pillangó         | 2:13,85  | 3.       | 13.      | B       | 2:13,05 | 3.      | 11.      |
| Bárbara Franco                                              | 200 m pillangó         | 2:13,34  | 5.       | 10.      | B       | 2:14,16 | 8.      | 16.      |
| Silvia Parera                                               | 200 m vegyes           | 2:17,67  | 2.       | 15.      | B       | 2:19,92 | 8.      | 16.      |
| Claudia Franco María Olay María Peláez Eva Piñera           | 4 × 100 m vegyes váltó | 4:15,63  | 5.       | 15.      | kiesett | kiesett | kiesett | kiesett  |

* - egy másik versenyzővel azonos eredményt ért el

## Vitorlázás
Férfi
| Versenyző                       | Versenyszám     | Futam | Futam | Futam | Futam  | Futam | Futam | Futam | Futam | Futam | Futam | Futam | Pontszám | Helyezés |
| Versenyző                       | Versenyszám     | 1     | 2     | 3     | 4      | 5     | 6     | 7     | 8     | 9     | 10    | 11    | Pontszám | Helyezés |
| ------------------------------- | --------------- | ----- | ----- | ----- | ------ | ----- | ----- | ----- | ----- | ----- | ----- | ----- | -------- | -------- |
| Jorge Maciel                    | Szörfvitorlázás | (31)  | 9     | (23)  | 14     | 7     | 3     | 18    | 22    | 14    |       |       | 87,0     | 15.      |
| José María van der Ploeg        | Finn dingi      | 1     | 8     | 15    | (32**) | (17)  | 8     | 15    | 6     | 11    | 5     |       | 69,0     | 7.       |
| Jordi Calafat Francisco Sánchez | 470-es osztály  | 1     | 17    | 14    | (20)   | 2     | 19    | 5     | (37)  | 3     | 13    | 2     | 76,0     | 9.       |

Női
| Versenyző                          | Versenyszám     | Futam | Futam | Futam | Futam | Futam | Futam    | Futam | Futam | Futam | Futam | Futam | Pontszám | Helyezés |
| Versenyző                          | Versenyszám     | 1     | 2     | 3     | 4     | 5     | 6        | 7     | 8     | 9     | 10    | 11    | Pontszám | Helyezés |
| ---------------------------------- | --------------- | ----- | ----- | ----- | ----- | ----- | -------- | ----- | ----- | ----- | ----- | ----- | -------- | -------- |
| Mireia Casas                       | Szörfvitorlázás | 14    | 13    | 11    | 11    | (23)  | 11       | (15)  | 7     | 12    |       |       | 79,0     | 13.      |
| Helen Montilla                     | Europe          | 6     | 18    | 12    | 17    | (21)  | (29 PMS) | 4     | 7     | 7     | 19    | 21    | 111,0    | 17.      |
| Theresa Zabell Begoña Vía Dufresne | 470-es osztály  | 4     | 2     | (11)  | 8     | 2     | 1        | 3     | (10)  | 3     | 1     | 0     | 25,0     |          |

Nyílt
| Versenyző                         | Versenyszám | Futam | Futam | Futam | Futam | Futam | Futam | Futam | Futam | Futam | Futam | Futam  | Pontszám | Helyezés |
| Versenyző                         | Versenyszám | 1     | 2     | 3     | 4     | 5     | 6     | 7     | 8     | 9     | 10    | 11     | Pontszám | Helyezés |
| --------------------------------- | ----------- | ----- | ----- | ----- | ----- | ----- | ----- | ----- | ----- | ----- | ----- | ------ | -------- | -------- |
| Antón Garrote                     | Laser       | 17    | 15    | 18    | (36)  | 26    | 31    | 18    | 18    | 17    | 12    | (57*)  | 172,0    | 22.      |
| José Luis Doreste Javier Hermida  | Csillaghajó | 5     | 5     | 11    | 13    | 9     | 11    | (26)  | 1     | (15)  | 2     |        | 57,0     | 7.       |
| Fernando Léon José Luis Ballester | Tornádó     | 2     | 2     | 4     | 5     | 5     | 2     | 4     | 3     | (20)  | 3     | (20**) | 30,0     |          |

* - kizárták

** - nem indult
| Versenyző                                | Versenyszám | Futam | Futam | Futam | Futam | Futam | Futam | Futam | Futam | Futam | Futam | Futam | Futam | Negyeddöntő       | Elődöntő          | Döntő             | Helyezés |
| Versenyző                                | Versenyszám | 1     | 2     | 3     | 4     | 5     | 6     | 7     | 8     | 9     | 10    | Pont  | Hely. | Ellenfél Eredmény | Ellenfél Eredmény | Ellenfél Eredmény | Helyezés |
| ---------------------------------------- | ----------- | ----- | ----- | ----- | ----- | ----- | ----- | ----- | ----- | ----- | ----- | ----- | ----- | ----------------- | ----------------- | ----------------- | -------- |
| Luis Doreste Domingo Manrique David Vera | Soling      | 4     | 8     | 12    | (13)  | (23)  | 5     | 8     | 10    | 10    | 4     | 61    | 8.    | kiesett           | kiesett           | kiesett           | 8.       |

## Vívás
Férfi
| Versenyző                                    | Versenyszám       | Selejtező                       | 32-es főtábla                       | Nyolcaddöntő                                                                  | Negyeddöntő                                                                                | Elődöntő                                                                                         | Bronz- mérkőzés                                                                                      | Döntő             | Helyezés |
| Versenyző                                    | Versenyszám       | Ellenfél Eredmény               | Ellenfél Eredmény                   | Ellenfél Eredmény                                                             | Ellenfél Eredmény                                                                          | Ellenfél Eredmény                                                                                | Ellenfél Eredmény                                                                                    | Ellenfél Eredmény | Helyezés |
| -------------------------------------------- | ----------------- | ------------------------------- | ----------------------------------- | ----------------------------------------------------------------------------- | ------------------------------------------------------------------------------------------ | ------------------------------------------------------------------------------------------------ | --- | ----------------- | -------- |
| Javier García                                | Tőr, egyéni       | Rafael Suárez (VEN) · 15–10     | Oscar García (CUB) · 15–11          | Franck Boidin (FRA) · 12–15                                                   | kiesett                                                                                    | kiesett                                                                                          | kiesett                                                                                              | kiesett           | 13.      |
| José Francisco Guerra                        | Tőr, egyéni       | erőnyerő                        | Vlagyiszlav Pavlovics (RUS) · 11–15 | kiesett                                                                       | kiesett                                                                                    | kiesett                                                                                          | kiesett                                                                                              | kiesett           | 21.      |
| César González                               | Párbajtőr, egyéni | Meelis Loit (EST) · 15–14       | Éric Srecki (FRA) · 11–15           | kiesett                                                                       | kiesett                                                                                    | kiesett                                                                                          | kiesett                                                                                              | kiesett           | 29.      |
| Oscar Fernández                              | Párbajtőr, egyéni | Gheorghe Epurescu (ROU) · 10–15 | kiesett                             | kiesett                                                                       | kiesett                                                                                    | kiesett                                                                                          | kiesett                                                                                              | kiesett           | 33.      |
| Fernando de la Peña                          | Párbajtőr, egyéni | Valerij Zaharevics (RUS) · 8–15 | kiesett                             | kiesett                                                                       | kiesett                                                                                    | kiesett                                                                                          | kiesett                                                                                              | kiesett           | 36.      |
| Fernando Medina                              | Kard, egyéni      | erőnyerő                        | Raffaelo Caserta (ITA) · 15–9       | Sztanyiszlav Pozdnyakov (RUS) · 11–15                                         | kiesett                                                                                    | kiesett                                                                                          | kiesett                                                                                              | kiesett           | 15.      |
| Raúl Peinador                                | Kard, egyéni      | Miguel Robles (BOL) · 15–7      | Vadim Hutcajt (UKR) · 13–15         | kiesett                                                                       | kiesett                                                                                    | kiesett                                                                                          | kiesett                                                                                              | kiesett           | 23.      |
| Antonio García                               | Kard, egyéni      | Carlos Bravo (VEN) · 15–11      | Jean-Philippe Daurelle (FRA) · 9–15 | kiesett                                                                       | kiesett                                                                                    | kiesett                                                                                          | kiesett                                                                                              | kiesett           | 26.      |
| Oscar Fernández César González Raúl Maroto   | Párbajtőr, csapat |                                 |                                     | Kanada (CAN) · Jean-Marc Chouinard · Danek Nowosielski · James Ransom · 45–41 | Franciaország (FRA) · Jean-Michel Henry · Robert Leroux · Éric Srecki · 38–45              | Az 5–8. helyért · Magyarország (HUN) · Imre Géza · Kovács Iván · Kulcsár Krisztián · 20–45       | A 7. helyért · Egyesült Államok (USA) · Tamir Bloom · Jim Carpenter · Mike Marx · 45–32              |                   | 7.       |
| Antonio García Fernando Medina Raúl Peinador | Kard, csapat      |                                 |                                     | Kanada (CAN) · Jean-Marie Banos · Jean-Paul Banos · Tony Plourde · 45–25      | Oroszország (RUS) · Grigorij Kirijenko · Szergej Sarikov · Sztanyiszlav Pozdnyakov · 34–45 | Az 5–8. helyért · Németország (GER) · Felix Becker · Frank Bleckmann · Steffen Wiesinger · 45–34 | Az 5. helyért · Franciaország (FRA) · Damien Touya · Franck Ducheix · Jean-Philippe Daurelle · 41–45 |                   | 6.       |

Női
| Versenyző             | Versenyszám       | Selejtező                   | 32-es főtábla                                | Nyolcaddöntő      | Negyeddöntő       | Elődöntő          | Bronz- mérkőzés   | Döntő             | Helyezés |
| Versenyző             | Versenyszám       | Ellenfél Eredmény           | Ellenfél Eredmény                            | Ellenfél Eredmény | Ellenfél Eredmény | Ellenfél Eredmény | Ellenfél Eredmény | Ellenfél Eredmény | Helyezés |
| --------------------- | ----------------- | --------------------------- | -------------------------------------------- | ----------------- | ----------------- | ----------------- | ----------------- | ----------------- | -------- |
| Taymi Chappe          | Párbajtőr, egyéni | erőnyerő                    | Ko Dzsongdzson (Go Jeong-jeon) (KOR) · 12–15 | kiesett           | kiesett           | kiesett           | kiesett           | kiesett           | 17.      |
| Rosa María Castillejo | Párbajtőr, egyéni | Eva Fjellerup (DEN) · 13–15 | kiesett                                      | kiesett           | kiesett           | kiesett           | kiesett           | kiesett           | 33.      |

## Vízilabda
| Spanyol férfi vízilabdacsapat-játékoskeret                                                                        | Spanyol férfi vízilabdacsapat-játékoskeret                                                 |
| --- | ------------------------------------------------------------------------------------------ |
| - José María Abarca - Ángel Andreo - Daniel Ballart - Manuel Estiarte - Pedro García - Salvador Gómez - Iván Moro | - Miki Oca - Jordi Payá - Sergio Pedrerol - Jesús Miguel Rollán - Jordi Sans - Carles Sans |

### Eredmények
Csoportkör
A csoport
| Csapat              | M | Gy | D | V | G+ | G– | Gk  | P  |
| ------------------- | - | -- | - | - | -- | -- | --- | -- |
| Magyarország (HUN)  | 5 | 5  | 0 | 0 | 47 | 38 | +9  | 10 |
| Jugoszlávia (SCG)   | 5 | 3  | 1 | 1 | 46 | 44 | +2  | 7  |
| Spanyolország (ESP) | 5 | 3  | 0 | 2 | 39 | 33 | +6  | 6  |
| Oroszország (RUS)   | 5 | 2  | 1 | 2 | 42 | 38 | +4  | 5  |
| Németország (GER)   | 5 | 1  | 0 | 4 | 36 | 45 | –9  | 2  |
| Hollandia (NED)     | 5 | 0  | 0 | 5 | 36 | 48 | –12 | 0  |

| 1996. július 20. 16:40 | Spanyolország (ESP)  | 9–3 | Németország (GER) | Játékvezetők: Daniel Legare (CAN), Bret Bernard (USA) |
| 1996. július 20. 16:40 | (3–0, 1–2, 2–1, 3–0) |     |                   | Játékvezetők: Daniel Legare (CAN), Bret Bernard (USA) |
| 1996. július 20. 16:40 | Gómez, Oca 2         |     | három játékos 1   | Játékvezetők: Daniel Legare (CAN), Bret Bernard (USA) |

| 1996. július 21. 16:40 | Hollandia (NED)      | 7–8 | Spanyolország (ESP) | Játékvezetők: Vyacheslav Belevtsov (UKR), Peter Kerr (AUS) |
| 1996. július 21. 16:40 | (1–2, 0–2, 3–2, 3–2) |     |                     | Játékvezetők: Vyacheslav Belevtsov (UKR), Peter Kerr (AUS) |
| 1996. július 21. 16:40 | van der Meer, Kunz 2 |     | Estiarte 3          | Játékvezetők: Vyacheslav Belevtsov (UKR), Peter Kerr (AUS) |

| 1996. július 22. 12:40 | Spanyolország (ESP)  | 7–9 | Jugoszlávia (SCG) | Játékvezetők: Eugenio Martinez (CUB), Dimitrios Iliadis (GRE) |
| 1996. július 22. 12:40 | (1–2, 1–3, 2–2, 3–2) |     |                   | Játékvezetők: Eugenio Martinez (CUB), Dimitrios Iliadis (GRE) |
| 1996. július 22. 12:40 | Estiarte, Oca 2      |     | három játékos 2   | Játékvezetők: Eugenio Martinez (CUB), Dimitrios Iliadis (GRE) |

| 1996. július 23. 16:40 | Spanyolország (ESP)  | 7–8 | Magyarország (HUN) | Játékvezetők: Radu Timoc (ROM), Vyacheslav Belevtsov (UKR) |
| 1996. július 23. 16:40 | (2–2, 2–3, 1–1, 2–2) |     |                    | Játékvezetők: Radu Timoc (ROM), Vyacheslav Belevtsov (UKR) |
| 1996. július 23. 16:40 | Estiarte 2           |     | Tóth F. 3          | Játékvezetők: Radu Timoc (ROM), Vyacheslav Belevtsov (UKR) |

| 1996. július 24. 12:40 | Oroszország (RUS)    | 6–8 | Spanyolország (ESP) | Játékvezetők: Wilhelm Keman (NED), Bret Bernard (USA) |
| 1996. július 24. 12:40 | (3–2, 0–2, 3–3, 0–1) |     |                     | Játékvezetők: Wilhelm Keman (NED), Bret Bernard (USA) |
| 1996. július 24. 12:40 | hat játékos 1        |     | Oca 3               | Játékvezetők: Wilhelm Keman (NED), Bret Bernard (USA) |

Negyeddöntő
| 1996. július 26. 18:20 | Spanyolország (ESP)  | 5–4 | Egyesült Államok (USA) | Játékvezetők: Robert Tellegen (NED), Eugenio Martinez (CUB) |
| 1996. július 26. 18:20 | (2–0, 2–1, 1–0, 0–3) |     |                        | Játékvezetők: Robert Tellegen (NED), Eugenio Martinez (CUB) |
| 1996. július 26. 18:20 | Estiarte 2           |     | Oeding 2               | Játékvezetők: Robert Tellegen (NED), Eugenio Martinez (CUB) |

Elődöntők
| 1996. július 27. 19:00 | Magyarország (HUN)   | 6–7 | Spanyolország (ESP) | Játékvezetők: Wilhelm Keman (NED), Rolf Ludecke (GER) |
| 1996. július 27. 19:00 | (2–2, 2–1, 1–1, 1–3) |     |                     | Játékvezetők: Wilhelm Keman (NED), Rolf Ludecke (GER) |
| 1996. július 27. 19:00 | Benedek 2            |     | Gómez 4             | Játékvezetők: Wilhelm Keman (NED), Rolf Ludecke (GER) |

Döntő
| 1996. július 28. 16:30 | Spanyolország (ESP)  | 7–5 | Horvátország (CRO) | Játékvezetők: Rolf Ludecke (GER), Vladimir Prikhodko (KAZ) |
| 1996. július 28. 16:30 | (0–1, 1–2, 4–2, 2–0) |     |                    | Játékvezetők: Rolf Ludecke (GER), Vladimir Prikhodko (KAZ) |
| 1996. július 28. 16:30 | Estiarte 3           |     | öt játékos 1       | Játékvezetők: Rolf Ludecke (GER), Vladimir Prikhodko (KAZ) |

| Csapat              | Helyezés |
| ------------------- | -------- |
| Spanyolország (ESP) |          |